# Agapénor
En la mitología griega Agapénor (en griego Αγαπήνωρ, Agapénor), hijo de Anceo de Arcadia, era el caudillo de los arcadios durante la guerra de Troya. Sucedió a Équemo en el trono y fue uno de los pretendientes de Helena. La madre de Agapénor es referida como Eurítemis, hija de Acasto, o bien era una tal Ío. 
«Y los que poseían Arcadia al pie del abrupto monte Cilene junto a la tumba epitia, donde los guerreros luchan de cerca; y los que administraban Féneo y Orcómeno, de numerosos ganados, Ripa, Estratia y la ventosa Enispa, y poseían Tegea y la amena Mantinea, y poseían Estínfalo y administraban Parrasia. De estos era jefe el hijo de Anceo, el poderoso Agapénor, y de sus sesenta naves. En cada nave muchos guerreros arcadlos habían montado, instruidos en el combate. Pues el propio Agamenón, soberano de hombres, les había dado naves, de buenos bancos, para cruzar el vinoso ponto, el Atrida, porque no les interesaban las faenas marineras». 
Según algunas tradiciones, fue uno de los hombres que entraron escondidos en el caballo de Troya. Después de la toma de Ilión, la tempestad que sobrevino a los griegos en su viaje de regreso llevó a Agapénor y la flota de los arcadios a Chipre, y así Agapénor fue el fundador de Pafos y construyó en Palepafo («Antigua Pafos») el santuario de Afrodita. Hasta entonces la diosa recibía culto de los chipriotas en un lugar llamado Golgos. Algún tiempo después, Laódice, que era descendiente de Agapénor, envió a Tegea un peplo para Atenea Alea. Como Agapénor no retornó sano y salvo de Ilión a su casa, heredó el trono Hipótoo, hijo de Cerción, hijo de Agamedes, hijo de Estinfelo.
A Arsínoe, esposa de Alcmeón, que les había reprochado su acción, sus hermanos la llevaron a Tegea metida en un arca y la entregaron como esclava a Agapénor, acusándola con falsedad de haber asesinado a Alcmeón. Se dice también que los hijos de Fegeo marcharon a Delfos y se hospedaron en casa de Agapénor.